# Macaranga costulata
Macaranga costulata är en törelväxtart som beskrevs av Ferdinand Albin Pax och Käthe Hoffmann. Macaranga costulata ingår i släktet Macaranga och familjen törelväxter. Inga underarter finns listade i Catalogue of Life.